# John Verelst

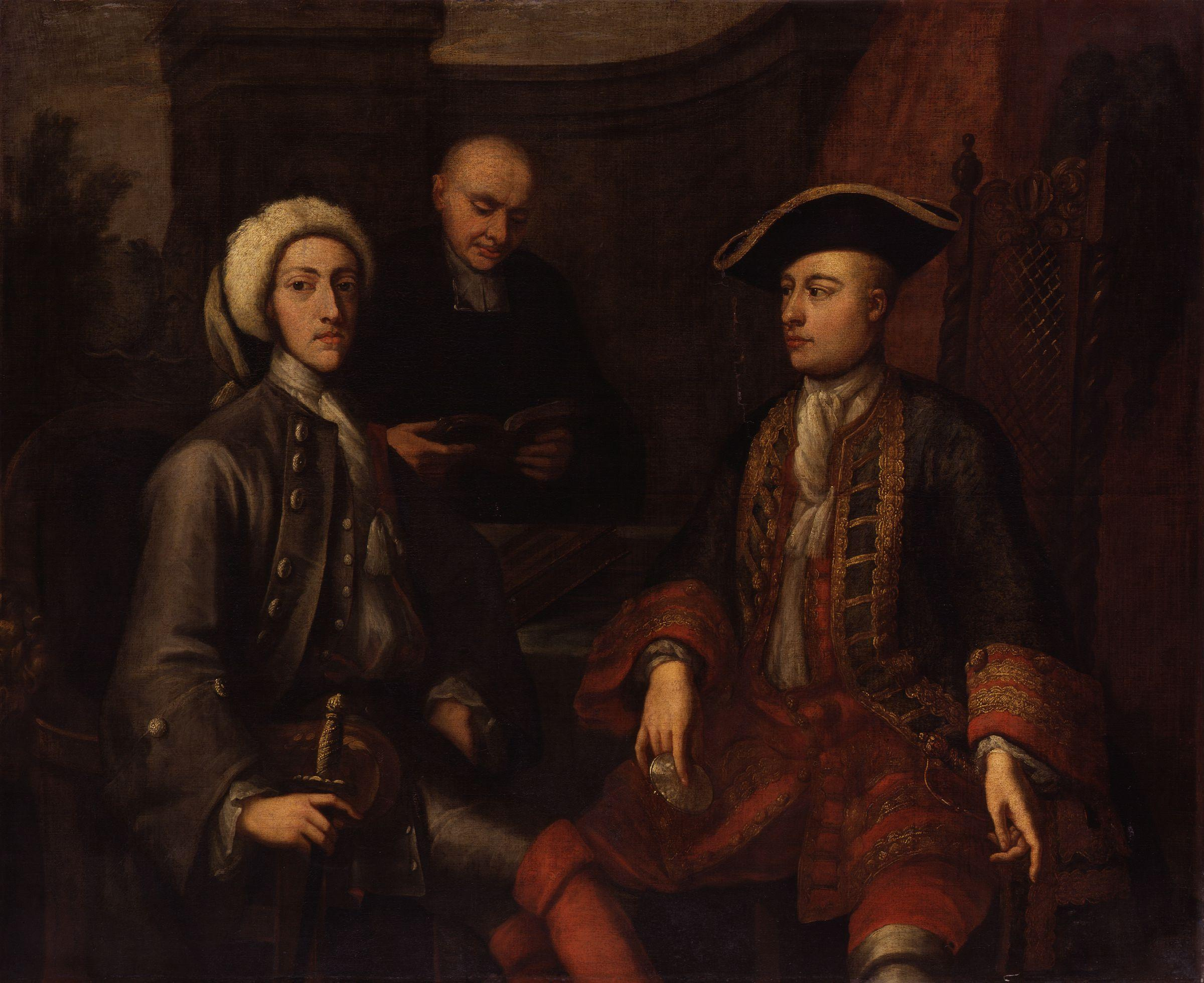
John Montagu, 2e duc de Montagu, James O'Hara, 2e baron Tyrawley et un inconnu, par John Verelst

John Verelst (connu également sous le nom de Johannes ou Jan), né le 29 octobre 1648 et mort le 7 mars 1734, est un peintre hollandais de l'âge d'or.   

## Biographie
Johannes Verelst, né à La Haye, est le fils cadet du peintre Pieter Hermansz Verelst, et de sa femme. Ses frères aînés sont Simon et Herman. Ces trois fils deviennent peintres, étudiant avec leur père dès leur plus jeune âge.       

### Arbre généalogique
Pieter Hermansz Verelst (c. 1618-c. 1678)
______________|
______________|__________________________________________________________________________________________________
______________|__________________________|_______________________________________________________________________|
Simon Verelst (1644–1721)______Herman Verelst (1641-1690 ou 1702)___________________________________________John Verelst (1648-1734)
_________________________________________|
_________________________________________|______________________________________
_________________________________________|______________________________________|
________________________________Maria Verelst (1680-1744)_______________Cornelis Verelst (1667-1734)
___________________________________________________________________________________________William Verelst (1704-1752) (fils de Cornelis ou de John)